# Tigranes I av Armenien
Tigranes I av Armenien, död 95 f.Kr., var regerande kung av Armenien mellan 120 och 95 f.Kr. 